# 卓尾貢波
卓尾貢波（藏語：གྲོ་བའི་མགོན་པོ，威利转写：gro ba'i mgon po，1508年—1548年）是帕木竹巴王朝的首领，1524年到1548年作为父亲阿旺札西札巴的副王。
卓尾貢波的父亲阿旺札西札巴，是帕木竹巴王朝的最后一个重要领导人，第五世达赖喇嘛称他为“西藏之王”。他的母亲出自主导后藏的仁蚌巴家族。1524年卓尾貢波在父亲住的乃东西面的贡嘎建立宫殿。像他父亲一样得到了贡玛的头衔。他的儿子昂旺札巴坚赞。卓尾貢波的儿子昂旺札巴坚赞和卓尾貢波的弟弟札巴迥乃造成了严重的内部纷争，1548年卓尾貢波死后导致了帕木竹巴权力完全分裂。卓尾貢波死后，在贡嘎竖立一座装饰着珠宝的佛塔安葬他的遗体。